# Нортфілд (Мен)
Нортфілд (англ. Northfield) — місто (англ. town) в США, в окрузі Вашингтон штату Мен. Населення — 178 осіб (2020).

## Демографія
Згідно з переписом 2010 року, у місті мешкало 148 осіб у 74 домогосподарствах у складі 47 родин. Було 258 помешкань
Расовий склад населення:
| - 98,6 % — білих - 1,4 % — чорних або афроамериканців |

До двох чи більше рас належало 0,0 %. Частка іспаномовних становила 0,0 % від усіх жителів.
За віковим діапазоном населення розподілялося таким чином: 16,2 % — особи молодші 18 років, 64,2 % — особи у віці 18—64 років, 19,6 % — особи у віці 65 років та старші. Медіана віку мешканця становила 55,2 року. На 100 осіб жіночої статі у місті припадало 102,7 чоловіків;  на 100 жінок у віці від 18 років та старших — 100,0 чоловіків також старших 18 років.
Середній дохід на одне домашнє господарство  становив 79 846 доларів США (медіана — 61 875), а середній дохід на одну сім'ю — 92 441 долар (медіана — 67 917). Медіана доходів становила 58 750 доларів для чоловіків та 53 750 доларів для жінок. За межею бідності перебувало 5,8 % осіб, у тому числі 6,8 % дітей у віці до 18 років та 0,0 % осіб у віці 65 років та старших.
Цивільне працевлаштоване населення становило 69 осіб. Основні галузі зайнятості: освіта, охорона здоров'я та соціальна допомога — 40,6 %, публічна адміністрація — 18,8 %, сільське господарство, лісництво, риболовля — 11,6 %, фінанси, страхування та нерухомість — 10,1 %.